# Tolleshunt Major
Tolleshunt Major är en by och en civil parish i Maldon i Storbritannien. Den ligger i grevskapet Essex och riksdelen England, i den sydöstra delen av landet, 70 km öster om huvudstaden London. Orten har 631 invånare (2001).